# قائمة أنواع المنازل
هذه قائمة بأنواع المنازل. يمكن بناء المنازل في مجموعة كبيرة ومتنوعة من التكوينات. التقسيم الأساسي هو بين المنازل المستقلة أو المنازل العائلية المنفصلة وأنواع مختلفة من المساكن السكنية الملحقة أو متعددة العائلات. قد يختلف كلاهما بشكل كبير من حيث الحجم وكمية الإقامة المقدمة.

## حسب التخطيط
تكون مخططات المنزل المكون من كومة واحدة بعمق غرفة واحدة، ولكن قد يكون عرضها أكثر من غرفة واحدة، حظيرة مفردة، أو زنزانة مفردة، أو منزل القاعة:
- منزل من غرفة واحدة.
- منزل قاعة ويلدن: نوع من منازل قاعة يومان التقليدية المؤطرة بالخشب في العصور الوسطى في جنوب شرق إنجلترا.
- قلم مزدوج أو خلية مزدوجة: منزل من غرفتين.
- الخرج: منزل من غرفتين مع مدخنة مركزية وباب أو بابين أماميين.
- صالة ودار استقبال: منزل من غرفتين، غرفة واحدة (الصالة) أكبر من الأخرى (صالة الاستقبال).
- ممر مركزي أو مدخل ممر مركزي: منزل من ثلاث غرف، مع مدخل أو ممر مركزي يجري من الأمام إلى الخلف بين الغرفتين على جانبي المنزل.
- منزل دوجتروت: منزل مقسم بممر نسيم مفتوح مسقوف بين القسمين.
- مخططات المنازل ذات الوبر المزدوج عبارة عن غرفتين عميقتين، ويمكن أيضًا أن يكون عرضها أكثر من غرفة واحدة.
- منزل البندقية: منزل بعرض غرفة واحدة وغرفتين عميقتين، بدون ممر.
- قاعة جانبية أو ممر جانبي: منزل به رواق يمتد من الأمام إلى الخلف على طول جانب واحد.

### كوخ صغير
الكوخ هو مسكن ذو بناء بسيط نسبيًا، عادةً ما يكون مكونًا من غرفة واحدة وطابق واحد في الارتفاع. يختلف تصميم ومواد الأكواخ بشكل كبير حول العالم.

### بنغلوا
البنغل هو مصطلح شائع يُطلق على منزل منخفض مكون من طابق واحد وسقف ضحل (في بعض المواقع، يُشار إلى الأنواع ذات السقف المائل باسم طابق ونصف، مثل البنغل الشاليه في المملكة المتحدة).

### كوخ
الكوخ هو منزل صغير، عادة ما يكون ارتفاعه طابقًا أو طابقين، على الرغم من أن المصطلح يُطلق أحيانًا على الهياكل الأكبر حجمًا.

### مزرعة
المنزل على طراز المزرعة أو المنزل المتجول هو منزل من طابق واحد، منخفض عن الأرض، مع سقف منخفض، مستطيل الشكل عادة، على شكل حرف L أو U مع أفاريز عميقة متدلية. تتضمن أنماط المزرعة ما يلي:
- مزرعة كاليفورنيا: النمط "الأصلي" للمزرعة، الذي تم تطويره في الولايات المتحدة في أوائل القرن العشرين، قبل الحرب العالمية الثانية.
- مزرعة على شكل قطعة أرض: نمط مزرعة ما بعد الحرب العالمية الثانية، كانت أصغر وأقل زخرفة من المزرعة الأصلية، وتم إنتاجها بكميات كبيرة في مشاريع الإسكان، وعادة ما تكون بدون أقبية.
- مزرعة الضواحي: نمط حديث من المزرعة يحتفظ بالعديد من خصائص المزرعة الأصلية ولكنه أكبر حجمًا، مع وسائل الراحة الحديثة.

### اي هاوس
المنزل على شكل حرف I هو منزل مكون من طابقين أو ثلاثة طوابق بعمق غرفة واحدة مع حظيرة مزدوجة أو صالة أو قاعة مركزية أو تصميم حقيبة سرج.
- منزل نيو إنجلاند رقم 1: يتميز بمدخنة مركزية.
- منزل بنسلفانيا I: يتميز بوجود مداخن داخلية ذات نهايات جملونية في الجزء الداخلي من جانبي المنزل.
- المنزل الجنوبي على شكل حرف I: يتميز بوجود مداخن خارجية ذات نهايات جملونية على الجانب الخارجي من جانبي المنزل.

### الجملون
يحتوي المنزل ذو الواجهة الجملونية أو الكوخ ذو الواجهة الجملونية على سقف الجملون الذي يواجه الشارع أو الجادة، كما هو الحال في رواية منزل الجملونات السبعة.
- الإطار على شكل حرف A: يسمى بهذا الاسم لأن خط السقف شديد الانحدار، والذي يصل إلى الأرض أو بالقرب منها، يجعل نهايات الجملون تشبه الحرف الكبير A.
- الشاليه: منزل ذو واجهة مثلثة مبني في سفح جبل بسقف مائل واسع.
- منزل تشارلستون الفردي: نشأ في تشارلستون، ساوث كارولينا، وهو منزل ضيق مع كتفه إلى الشارع والباب الأمامي على الجانب.
- المستقيم والجناح: أسلوب نشأ في نيو إنجلاند (وخاصة شمال ولاية نيويورك) وولايات البحيرات العظمى، وعادة ما يكون على طراز النهضة اليونانية.

### مستويين مقسمين
المنزل ذو المستويين هو تصميم منزل تم بناؤه بشكل شائع خلال الخمسينيات والستينيات من القرن العشرين. يحتوي على قسمين متساويين تقريبًا يقعان على مستويين مختلفين، مع درج قصير في الممر يربط بينهما.
- مزرعة ثنائية المستوى أو مقسمة المدخل أو مرتفعة.
- ثلاثي المستويات، رباعي المستويات، خماسي المستويات.

### البرج
البيت البرجي هو منزل مدمج مكون من طابقين أو أكثر، وغالبًا ما يكون محصنًا.
- غالبًا ما كانت أبراج المنازل الأيرلندية محاطة بجدران دفاعية تسمى "الجدران الدفاعية".
- كولا: منزل برج ألباني
- برج بيل أو برج بيليه: أبراج محصنة في إنجلترا واسكتلندا تستخدم كقلاع أو منازل.
- برج فايناخ: برج سكني تم العثور عليه في الشيشان وإنغوشيتيا وكان يصل ارتفاعه إلى أربعة طوابق وكان يستخدم لأغراض سكنية أو عسكرية أو كليهما.
- أبراج المنازل الويلزية: تم بناؤها في الغالب في القرنين الرابع عشر والخامس عشر.

### البيت الطويل
البيت الطويل هو نوع من المنازل التاريخية المخصصة للمجموعات العائلية.
- منزل جيثاردن: أحد أنواع المنازل الأساسية الثلاثة في منطقة شليسفيج هولشتاين في ألمانيا.
- منزل أوتلاند-فريزيان: نوع فرعي من منزل جيثاردن في شمال غرب ألمانيا والدنمارك.
- لونجير: منزل طويل وضيق في منطقة ريفية في نورماندي وبريتاني.

### حظيرة منزلية
الحظيرة المنزلية هي عبارة عن منزل وحظيرة مشتركة.
- بارندومينيوم: نوع من المنازل التي تتضمن مساحة معيشة ملحقة إما بورشة عمل أو حظيرة، عادةً للخيول، أو مركبة كبيرة مثل مركبة ترفيهية أو قارب ترفيهي كبير.
- مسكن الحظيرة: مزرعة تضم الناس والماشية تحت سقف واحد.
- المزرعة المتصلة: نوع من المزارع الشائعة في نيو إنجلاند.
- فروتيغهاوس: نوع من الحظائر نشأ في منطقة فروتيغلاند في سويسرا.

### أنواع أخرى من المنازل
- بيت الفناء
  - الرياض: نوع من المنازل ذات الفناء والتي توجد في المغرب
  - سيهيوان: نوع من المنازل ذات الفناء الموجود في الصين
- البيت المنحدر: هو البيت الذي تغطي التربة أو الصخور الطابق السفلي بالكامل من جهة واحدة وجزئياً جدارين من جدران الطابق السفلي. يحتوي المنزل على مدخلين حسب مستوى الأرض.
- منزل الأنف: منزل حيث يكون باب المرآب هو الجزء الأقرب من المسكن إلى الشارع.
- منزل مثمن الشكل: منزل ذو مخطط أرضي مثمن الشكل متماثل، اكتسب شعبية لفترة وجيزة خلال القرن التاسع عشر على يد أورسون سكوير فاولر.
- البيت المبني على ركائز: هو منزل مبني على ركائز فوق مسطح مائي أو أرضي (عادة في المناطق المستنقعية المعرضة للفيضانات).
- فيلا: منزل كبير يمكن اللجوء إليه في الريف. يمكن أن تشير الفيلا أيضًا إلى منزل مستقل بحجم مريح، على كتلة كبيرة، يوجد عمومًا في الضواحي، وفي المساكن المتدرجة الفيكتورية، وهو منزل أكبر من متوسط المنازل المتدرجة الفرعية، وغالبًا ما يكون له واجهة شارع مزدوجة.
- القصر: منزل فخم كبير جدًا، يرتبط عادةً بالثروة الاستثنائية أو الأرستقراطية، وعادةً ما يكون مكونًا من أكثر من طابق، ويقع على قطعة أرض أو عقار كبير جدًا. عادة ما تحتوي القصور على غرف وغرف نوم أكثر بكثير من المنزل العائلي النموذجي، بما في ذلك الغرف المتخصصة، مثل المكتبة، أو الدراسة، أو الحديقة الشتوية، أو المسرح، أو الدفيئة، أو حمام السباحة اللامتناهي، أو صالة البولينج، أو غرفة الخادم.
- القصر: مقر إقامة مسؤول حكومي رفيع المستوى أو حاكم البلاد.
- القلعة: مسكن محصن بشدة من العصور الوسطى أو منزل مصمم على طراز القلاع في العصور الوسطى. عادة ما يكون مع الأبراج، والشقوق، والخارجية الحجرية.

## حسب طريقة البناء أو المواد
- منزل إيري: نوع من المنازل منخفضة التكلفة تم تطويره في المملكة المتحدة خلال أربعينيات القرن العشرين على يد السير إدوين إيري، ثم تم بناؤه على نطاق واسع بين عامي 1945 و1960 لتوفير السكن للجنود والبحارة والطيارين الذين عادوا إلى وطنهم من الحرب العالمية الثانية. يمكن التعرف عليها من خلال أعمدتها الخرسانية الجاهزة وجدرانها المصنوعة من الألواح الخرسانية مسبقة الصب.
- منزل من نوع آسام: نوع منزل مقاوم للزلازل شائع في الولايات الشمالية الشرقية من الهند
- بيت باستل: بيت مزرعة محصن يوجد في إنجلترا واسكتلندا
- القلعة: في المقام الأول مبنى دفاعي/مسكن تم بناؤه خلال العصور المظلمة والعصور الوسطى، وأيضًا من القرن الثامن عشر حتى اليوم.
- الحظيرة المحولة: حظيرة قديمة تحولت إلى منزل أو لاستعمال آخر. محمية بالأرض: منازل تستخدم التراب ("الأرض") تتراكم عليها الجدران الخارجية للكتلة الحرارية، مما يقلل من تدفق الحرارة داخل المنزل أو خارجه، ويحافظ على درجة حرارة داخلية أكثر ثباتًا
- بيت الحفرة: نوع من المنازل يعود إلى عصور ما قبل التاريخ، يُستخدم في العديد من القارات وبأنماط عديدة، وهو غائر جزئيًا في الأرض.
- سوتيررين: مسكن ترابي مستمد عادة من العصر الحجري الحديث أو العصر البرونزي.
- المسكن تحت الأرض: نوع من المسكن يتم حفره وبنائه تحت الأرض. السابق. منزل على طراز صدم الأرض
- ياودونغ: مخبأ يستخدم كمسكن أو مأوى في شمال الصين، وخاصة على هضبة اللوس.
- اللبن: نوع من البيوت المصنوعة من الطوب اللبن المصنوع من التراب والقش مع الطين المستخدم كملاط. توجد في جميع أنحاء العالم، وخاصة إسبانيا وشمال أفريقيا والشرق الأوسط والأمريكتين.
- كوخ الإسكيمو: ملجأ موسمي أو طارئ للإنويت واليوبيك والأليوت مصنوع من كتل مقطعة بالسكين من الثلج و/أو الجليد المعبأ في مناطق القطب الشمالي في ألاسكا وكندا وغرينلاند وروسيا السيبيرية.
- بيت العدة: نوع من البيوت الجاهزة المصنوعة من قطع الخشب المقطعة والمرقمة.
- Sears Catalog Home: منازل "عدة" بناها مالكوها والتي تم بيعها من قبل شركة Sears، Roebuck and Co. عبر طلبات الكتالوج من عام 1906 إلى عام 1940.
- منزل Laneway: نوع من المنازل الكندية التي تم بناؤها خلف منزل عادي لأسرة واحدة ويفتح على ممر خلفي
- منزل خشبي، كابينة خشبية: منزل بناه سكان الحدود الأمريكيون والكنديون والروس وعائلاتهم والذي تم بناؤه من جذوع خشبية صلبة غير مربعة، ثم أصبح فيما بعد نمطًا جيدًا للمسكن.
- بيت العمود: بيت خشبي تحمل فيه مجموعة من الأعمدة الرأسية حمولة جميع أرضياته المعلقة وسقفه، مما يسمح بأن تكون جميع جدرانه غير حاملة.
- المنزل الجاهز: المنزل الذي يتم تصنيع أقسامه الهيكلية الرئيسية في أحد المصانع، ومن ثم نقلها إلى موقع بنائها النهائي ليتم تجميعها على أساس خرساني، ثم صبها محلياً.
- البيت المصنّع: البيت الجاهز الذي يتم تجميعه في الموقع الدائم الذي سيقع عليه. المنزل النموذجي: وهو المنزل الجاهز الذي يتكون من أقسام متكررة تسمى الوحدات. بيت لوسترون: نوع من المنازل الجاهزة البيوت المبنية على ركائز أو المساكن.
- الخوازيق: البيوت المرفوعة على ركائز متينة فوق سطح التربة أو المسطحات المائية.
- بيت الشجرة: بيت مبني بين أغصان أو حول جذع شجرة ناضجة أو أكثر ولا يرتكز على الأرض.
- منزل لوساتيا العلوي بناء مشترك من الخشب والإطار الخشبي في منطقة ألمانيا وجمهورية التشيك وبولندا منزل ويمبي.
- بغرامات: منازل منخفضة التكلفة شبه متصلة أو ذات شرفات تم بناؤها في المملكة المتحدة منذ أربعينيات القرن العشرين فصاعدًا باستخدام الخرسانة بدون الركام الناعم ("بدون غرامة")

### ملحق عائلي واحد
- مكون من عائلتين أو دوبلكس: وحدتان معيشتان، إما متصلتان جنبًا إلى جنب وتشتركان في جدار مشترك (في بعض البلدان، تسمى شبه منفصلة) أو مكدسة فوق بعضها البعض (في بعض البلدان، تسمى ذات طابقين)
- ثلاث عائلات أو ثلاث وحدات سكنية، إما متصلة جنبًا إلى جنب وتشترك في جدران مشتركة، أو مكدسة (في بعض البلدان، تسمى ثلاثية الطوابق أو ثلاثية الطوابق)
- أربع عائلات أو أربع وحدات سكنية: أربع وحدات سكنية، عادة مع وحدتين في الطابق الأول ووحدتين في الطابق الثاني، أو جنبًا إلى جنب
- منزل متعدد الطوابق أو منزل متصل أو منزل صف: مصطلحات شائعة للسكن المتصل العائلي الواحد، والذي يختلف معناه الدقيق حسب الموقع، وغالبًا ما يربط سلسلة من وحدات المعيشة المرتبة جنبًا إلى جنب وتشترك في جدران مشتركة (لا ينبغي الخلط بينه وبين المصطلح الإنجليزي للقصر الأرستقراطي، منزل متعدد الطوابق (بريطانيا العظمى) )
  - المنزل المتصل: منازل متصلة متجاورة تبدو منفصلة فوق الأرض ولكنها متصلة عند الأساس تحت الأرض
  - منازل شبه منفصلة متصلة: منازل متصلة جنبًا إلى جنب مع جراجات بينها، وتشترك في الطابق السفلي وجدران الجراج
  - ممتلكات ميوز: عبارة عن كتلة إسطبل حضرية تم تحويلها في كثير من الأحيان إلى عقارات سكنية. ربما تم تحويل المنازل إلى مرائب في الطابق الأرضي مع شقة صغيرة أعلاها كانت تستخدم لإيواء السائس أو مجرد مرآب بدون أماكن معيشة.
  - بيت الفناء: منازل المدينة التي تشترك في الفناء.
- كوخ النساجين: بيوت المدينة مع ورش عمل ملحقة للنساجين.

### المساكن المنقولة
- البيت المنقول: منزل خشبي صغير يسكنه أفراد من الطبقة العاملة في بربادوس. كان من الممكن نقله في الأصل؛ منقول شخصي (ملكية) وليس ملكية عقارية ثابتة.
- منزل متنقل أو منزل في حديقة أو منزل متنقل: منزل مُجهز مسبقًا يتم تصنيعه خارج الموقع ونقله بمقطورة إلى موقعه النهائي (ولكن ليس المقصود منه سحبه بانتظام بواسطة مركبة)
- مركبة ترفيهية أو RV: مركبة آلية أو مقطورة يمكن استخدامها للسكن
  - مقطورة سفر أو عربة سكنية أو قافلة: مقطورة مصممة لاستخدامها كمسكن (مؤقتًا عادةً)، ويجب سحبها بانتظام بواسطة مركبة ولا يمكنها التحرك بقوتها الخاصة
  - منزل صغير: مسكن، يتم بناؤه عادةً على مقطورة أو مركب، بمساحة 500 قدم مربع (46 م2) أو أصغر، مبنية لتبدو وكأنها منزل صغير ومناسبة للسكن طويل الأمد
- يتضمن المنزل العائم منازل عائمة: وهو قارب مصمم للاستخدام في المقام الأول كمسكن
- الخيمة: مسكن مؤقت متحرك، عادة ما يتم بناؤه باستخدام قماش يغطي إطارًا من الخشب خفيف الوزن أو أي مادة أخرى متوفرة محليًا
  - تيبي: خيمة مخروطية الشكل أصلها من أمريكا الشمالية[5]
  - يورت: خيمة مستديرة ذات سقف مخروطي يعود أصلها إلى آسيا الوسطى